# 羅莎莉雅·梅拉
羅莎莉雅·梅拉·戈耶尼契亞（西班牙語：Rosalía Mera Goyenechea，1944年1月28日—2013年8月15日），生於西班牙加利西亞拉科魯尼亞，企業家，Zara的創辦者。彭博億萬富豪指數顯示，梅拉個人淨資產估計達55億美元，富比士雜誌評比她的財富於全球排名第195位。在她過世時，是西班牙最富有的女性，第二富有者，僅僅次於她前夫阿曼西奥·奥尔特加。

## 生平
羅莎莉雅·梅拉，在佛朗哥將軍統治期間，在西班牙出生。在11歲時休學，從事過很多工作。
1966年，她與阿曼西奥·奥尔特加結婚。她跟她的丈夫，在家中，以手工縫製女性禮服袍與內衣（Lingerie），之後再出售。1975年，他們兩人在拉科魯尼亞開了第一間店舖，以Zara為名，以此發跡，慢慢成為年收百萬的企業。1985年，他們建立了印地紡集團，雖然梅拉後來與奧特加爾離婚，但她仍然持有集團7%的股份。
2013年8月14日，在梅诺卡岛渡假時，梅拉在飯店發生腦溢血。8月15日，在拉科魯尼亞過世。她被安葬在Santa Eulalia德Liáns在Oleiros（拉科鲁尼亚省）教堂的墓地。